# 松阳延庆寺塔
松阳延庆寺塔位于中国浙江省丽水市松阳县西屏街道塔寺下村西1公里，为原延庆寺遗物。延庆寺初创于梁普通年间，初名云龙寺，唐改今名；北宋太平兴国四年（979年），行达禅师东归，建塔以藏舍利子，宋咸平二年（999年）动工兴建，五年（1002年）建成，塔高37.20米，塔身为楼阁式砖木结构，六面七层，中空，可登塔顶。2006年5月25日，列入第六批全国重点文物保护单位。